# Frabosa Sottana
Frabosa Sottana é uma comuna italiana da região do Piemonte, província de Cuneo, com cerca de 1.388 habitantes. Estende-se por uma área de 37 km², tendo uma densidade populacional de 38 hab/km². Faz fronteira com Frabosa Soprana, Magliano Alpi, Monastero di Vasco, Roccaforte Mondovì, Villanova Mondovì.

## Demografia
| Variação demográfica do município entre 1861 e 2011                               |
|                                                                                   |
| Fonte: Istituto Nazionale di Statistica (ISTAT) - Elaboração gráfica da Wikipedia |